# Achim Michael Hasenberg
Achim Michael Hasenberg (* in Hamburg) ist ein deutscher Filmproduzent, Filmregisseur und Dramatiker.

## Leben
Achim Michael Hasenberg arbeitete seit 1996 als Regieassistent und Abendregisseur am Theater der Altstadt und im Theater des Westens in Stuttgart, der Bühne von Nina Hoss’ Mutter Heidemarie Rohweder. Er war Co-Autor von Bühnenstücken, u. a. zusammen mit Robert Seethaler, und inszenierte später auch selbst. Hasenberg studierte an der Hochschule der Medien in Stuttgart und schloss den Studiengang 2003 mit Diplom ab. Während dieser Zeit entstanden zahlreiche Kurzfilme, die diverse Auszeichnungen erhielten und auf internationalen Festivals gezeigt wurden, wie dem Festival du Court-Métrage de Clermont-Ferrand. Noch während des Studiums gründete er 2002 mit seinem Kommilitonen Christoph Rose die Filmproduktionsfirma Filmband, über die auch der gemeinsame Abschlussfilm Shots realisiert wurde. Es folgten weitere Seminare, u. a. bei Roland Zag, und einer Anstellung bei der Berliner Filmproduktion CV Films von Manuel Göttsching und Ilona Ziok.
Im deutschsprachigen Raum wurde Hasenberg mit dem erfolgreichen Kino-Dokumentarfilm I Want to Run (2012) bekannt, den er produzierte und bei dem er auch die Regie übernahm, der mehrere nationale und internationale Auszeichnungen erhielt und wochenlang in den deutschen Kinos lief.
Mit WikiRail entwickelte Hasenberg einen neuartigen audiovisuellen Zugreiseführer, der von der EU-Kommission gefördert und prämiert wurde, wie auch von der Filmförderung medienboard. Die Nutzer erfahren bei ihrer Reise im ICE automatisch abgespielte Kurzgeschichten, sobald der Zug den zur Geschichte passenden Ort passiert. Über die neuartige Idee hinter WikiRail berichtete sogar der Wired UK und nannte sie eine „stand-out idea“. WikiRail wurde erstmals 2013 im BOZAR, im Rahmen des European Culture Forum, zusammen mit EU-Kulturkommissarin  Androulla Vassiliou vor über 2000 Politikern und Hauptakteuren im Kulturbereich vorgestellt.
Während der COVID-19-Pandemie erfand und organisierte Hasenberg das Projekt, bei dem Film- und Theaterschauspieler sämtliche Textlesungen bei Gottesdiensten in Berliner Kirchen anstatt der Pfarrer und Lektoren übernahmen und Musiker anstatt der festangestellten Organisten spielten. Dabei wurden die ausschließlich freischaffenden Künstler, die in dieser Zeit oft kein bezahltes Engagement fanden und nicht auftreten durften, durch Spenden und die EKBO normal honoriert. Die dadurch entstandene neue Art von Gottesdiensten, mit ausdrucksstarken Lesungen und Musik, die in Kirchen sonst nicht zu hören ist, erregte Aufsehen und führte zu überdurchschnittlich gut besuchten Gottesdiensten.
Hasenberg ist ein Pionier im Bereich der nachhaltigen Filmproduktion und hat 2011 den ersten deutschen und einer der weltweit ersten klimaneutralen Kinofilme produziert und wurde dafür mehrfach ausgezeichnet, wie beim Going Green Festival in Los Angeles. Er schreibt regelmäßig über Klima- und andere Themen in den überregionalen Tageszeitungen.
Hasenberg lebt und arbeitet als freier Dozent in Berlin. Er ist der Großneffe des Bildhauers und Malers Karl August Ohrt.

## Filmografie (Auswahl)
- 1997: Morgue (Kurzfilm)
- 1997: torso dual (Kurzfilm)
- 1999: Das Duell (Kurzfilm)
- 2001: Die Vereinigung (Kurzfilm)
- 2001: ParisBerlin (mit Virginie Loisel, Dokumentation)
- 2004: Shots (Kinospielfilm)
- 2004: The Nomi Song (Kino-Dokumentarfilm)
- 2006: The Sounds of Silents (Kino-Dokumentarfilm)
- 2012: I Want to Run (Kino-Dokumentarfilm)
- 2012: Shots 1.2 (Kinospielfilm)
- 2012: Coast to Coast and Back (TV-Dokumentation)
- 2016: WikiRail (mehrere Kurz-Dokumentarfilme)
- 2022: Dezember

## Theater (Auswahl)
- 1996: Altmodische Komödie, Theater der Altstadt, Stuttgart
- 1996: ...keine Angst, Rosmarie!, Theater des Westens, Stuttgart
- 1997: Harold und Maude, Theater des Westens, Stuttgart
- 1999: Harold und Maude, HdM-Theater, Stuttgart
- 2024: I Want You To Panic!, Stadttheater Cöpenick, Berlin

## Auszeichnungen (Auswahl)
- 1997: Festival of Nations, Morgue
- 1997: OpenEyes Filmfest Marburg, und VHS-Vertrieb, Morgue
- 2003: First Steps, nominiert, Shots
- 2011: Publikumspreis für den besten Dokumentarfilm bei den Grenzland-Filmtagen für I Want to Run
- 2011: Dritter Preis für den besten ausländischen Dokumentarfilm beim All Sports Film Festival, Los Angeles, für I Want to Run
- 2012: Auszeichnung Mention D’Honneur beim Milano-International-FICTS-Fest
- 2012: Auszeichnung First Carbonfree Movie beim Going Green Festival, Los Angeles
- 2013: Jurypreis „Beste Produktion“ beim Internationalen Filmfestival Taschkent/Usbekistan für I Want to Run
- 2013: Auszeichnung vom Qatar Olympic & Sports Museum für I Want to Run als einer der zehn besten Sportfilme
- 2013: @diversity-Award der EU-Kommission für WikiRail
- 2017: Innovationspreis-IT: Best Of App für WikiRail[13]
- 2018: Platz drei der „Best Running Documentaries“, IMDb-Charts, für I Want to Run